# Huzhou
Huzhou (xinès: 湖州; pinyin: Húzhōu) és una ciutat a nivell de prefectura al nord de la província de Zhejiang, a la República Popular de la Xina. Situada al sud del llac Tai, limita amb Jiaxing a l'est, Hangzhou al sud i les províncies d'Anhui i Jiangsu a l'oest i al nord respectivament. Segons el cens del 2020, la seva població era de 3.367.579 habitants, dels quals 1.015.937 vivien a l'àrea urbanitzada (o metropolitana) al districte de Wuxing, ja que el districte de Nanxun encara no està conurbat.

## Història
- 248 aC. El comtat de Gucheng (菰城縣) va ser creat per l'estat de Chu.
- 222 aC, dinastia Qin. Es crea el comtat de Wucheng (烏程縣).
- 266. El Regne de Wu va establir la Comarca de Wuxing (吳興郡), la seva àrea administrativa que inclou la moderna ciutat de la prefectura de Huzhou i Hangzhou, Yixing a l'actual Jiangsu.
- 602. La dinastia Sui va canviar el nom de Wuxing a Huzhou (湖州). Durant la dinastia Tang, Huzhou va administrar cinc comtats: Wucheng (烏程), Wukang (武康), Changxing, Anji i Deqing.
- Al començament de la dinastia Song, el comtat de Gui'an (歸安縣) es va dividir del comtat de Wucheng.
- Durant la dinastia Qing, Huzhou va administrar set comtats: Wucheng, Guo'an, Wukang, Deqing, Changxing, Anji i Xiaofeng.
- El 1949, amb l'establiment de la República Popular de la Xina, la ciutat de Huzhou es va convertir en la seu del govern del primer districte especial de Zhejiang, àrea administrativa que inclou les modernes ciutats de la prefectura de Huzhou i Jiaxing.
- El 1983 es va crear la ciutat a nivell prefectura de Huzhou.

## Administració
La ciutat-prefectura de Huzhou administra 6 divisions a nivell de comtat, inclouent una zona de desenvolupament econòmic, 2 districtes i 3 comtats.
| Mapa                                                                 | Mapa   | Mapa           | Mapa             | Mapa             | Mapa     |
| -------------------------------------------------------------------- | ------ | -------------- | ---------------- | ---------------- | -------- |
| Wuxing Nanxun Comtat de · Deqing Comtat de · Changxing Comtat d'Anji |        |                |                  |                  |          |
| Subdivisió                                                           | Xinès  | Pinyin         | Poblaciío (2020) | Superfície (km²) | Densitat |
| Ciutat pròpiament dita                                               |        |                |                  |                  |          |
| Districte de Wuxing                                                  | 吴兴区 | Wúxīng Qū      | 1.015.937        | 871              | 869,30   |
| Suburbà                                                              |        |                |                  |                  |          |
| Districte de Nanxun                                                  | 南浔区 | Nánxún Qū      | 542.889          | 716              | 748,67   |
| Rural                                                                |        |                |                  |                  |          |
| Comtat de Changxing                                                  | 长兴县 | Chángxīng Xiàn | 673.736          | 1.388            | 462,52   |
| Comtat de Deqing                                                     | 德清县 | Déqīng Xiàn    | 548.568          | 936              | 525,41   |
| Comtat d'Anji                                                        | 安吉县 | Ānjí Xiàn      | 486.409          | 1.882            | 247,90   |

- Zona de desenvolupament econòmic de Huzhou (湖州经济开发区)

## Personatges destacats
- Zhu Zhi (朱治; 156–224) i Zhu Ran (朱然; 182–248), general militar del Regne de Wu durant el període dels Tres Regnes.
- Shen Yue (沈約; 441–513), destacat erudit de la dinastia Liang i autor del Llibre de les cançons.
- Chen Baxian (陳霸先; 503–559), fundador i emperador Wu de la dinastia Chen durant l'època de les dinasties del nord i del sud.
- Lu Yu (陸羽; 733–804), savi del té, autor del llibre El Clàssic del te.
- Zhao Mengfu (趙孟頫; 1254–1322), gran cal·lígraf i alt oficial de la dinastia Yuan.
- Guan Daogao (1262 - 1319?), cal·lígraf i autor.
- Yu Yue (俞樾; 1821–1906), erudit.
- Wu Changshuo (吳昌碩; 1844–1927), cal·lígraf.